# Osteosema alboviridis
Osteosema alboviridis là một loài bướm đêm trong họ Geometridae.